# 阿法克
32°03′45″N 45°14′34″E / 32.06250°N 45.24278°E
阿法克是伊拉克的城鎮，由卡迪西亞省負責管轄，海拔高度14米，是著名的旅遊景點，該鎮有發展不錯的交通系統，鎮上有住宿設施，2014 年人口75,000。